# Calcíope (desambiguação)
Na mitologia grega, Calcíope (Grego: Χαλκιόπη) é o nome atribuído a várias personagens:
- Calcíope, filha do rei Eetes da Cólquida, irmã de Medeia e esposa de Frixo, por quem ela teve quatro filhos: Argos, Citisoro, Frontis e Melas (alguns autores acrescentam Presbo).[1][2][3][4] Quando Eetes foi destronado e banido por seu irmão Perses, Calcíope expressou grande devoção filial e ficou ao lado de seu pai,[5] apesar de ele ter matado seu marido.[2] Hesíodo refere-se a ela como Iofossa[6] e Ferécides como Euenia;[7]

- Irmã de Rexenor (ou de Calcodonte) e segunda esposa de Egeu. Ela não lhe deu herdeiros;[8][9]

- Filha de Eurípilo de Cós, mãe de Téssalo com Hércules;[10][11]

- Consorte do supracitado Téssalo, mão de seu filho Antifo,[12] presumivelmente também de Feidipo e Nessão;[13][14]

- Filha de Falero.[15]